# Telefonica USA

Telefonica USA, Inc. es la filial de la empresa española Telefónica en Estados Unidos. Telefónica opera en EE. UU. a través de: Telefonica Data U.S. y Terra Networks U.S.

## Negocios de Telefónica en EE. UU.
Telefónica aborda el negocio de las Telecomunicaciones desde la perspectiva de sus clientes corporativos: desde los múltiples productos y servicios que puede ofrecerles hasta la mejor forma de atender sus necesidades presentes y futuras a grandes empresas.
Los tres grandes segmentos que atiende la Corporación en Estados Unidos son: las pequeñas empresas, Grandes corporaciones y servicios de Internet que atiende las necesidades de compañías, industrias y corporaciones.
Los principios que guían la acción de los negocios son: una estrecha relación con los clientes y empleados; el estímulo constante de la innovación; la explotación eficiente de la infraestructura; las sinergias con el Grupo Telefónica; y la creación de valor para los accionistas, entre los más importantes.
En el mercado local además operan empresas relacionadas que prestan servicios en distintos ámbitos.
Fuente: Acerca de Telefonica USA, Inc.

## Empresas relacionadas con Telefónica
Telefónica en U.S.A. está estructurada por:
- Telefonica Data USA - Opera Servicios de Voz y Datos a Empresas y Corporaciones (bajo la marca Movistar).
- Telefonica Networks USA - Opera Portales y Suministra acceso a Internet (bajo la marca Terra).

## Terra Networks USA
Terra Networks USA llamada generalmente como Terra, es el mayor prooveedor de internet y el más visitado portal de habla hispana en los Estados Unidos, filial de Movistar a partir del 2005.
Terra Networks era compañía Multinacional de Internet, filial del grupo Telefónica. Terra funcionaba como portal y proveedor de acceso de Internet en los Estados Unidos, España, y 16 países latinoamericanos.
Terra comercializó sus acciones en Nasdaq bajo símbolo TRLY y en el mercado de acción español bajo símbolo TRR hasta el 2005, cuando Terra decidió fusionarse con Telefónica.
A partir del 2005 las filiales de Terra están bajo control de las coligadas locales del Grupo Telefónica.